# Aegocera norma
Aegocera norma är en fjärilsart som beskrevs av Karsch 1895. Aegocera norma ingår i släktet Aegocera och familjen nattflyn. Inga underarter finns listade i Catalogue of Life.